# Katkar
Katkar è una suddivisione dell'India, classificata come census town, di 6.108 abitanti, situata nel distretto di Thane, nello stato federato del Maharashtra. In base al numero di abitanti la città rientra nella classe V (da 5.000 a 9.999 persone).

## Geografia fisica
La città è situata a 19° 48' 58 N e 72° 44' 39 E.

## Società

### Evoluzione demografica
Al censimento del 2001 la popolazione di Katkar assommava a 6.108 persone, delle quali 3.421 maschi e 2.687 femmine. I bambini di età inferiore o uguale ai sei anni assommavano a 1.431, dei quali 464 maschi e 967 femmine. Infine, coloro che erano in grado di saper almeno leggere e scrivere erano 4.281, dei quali 2.656 maschi e 1.625 femmine.